# Rune Kålbytta
Rune Kålbytta (franska Raymond Calbuth) är en humoristisk tecknad serie av Tronchet (Didier Vasseur). Serien gick i svenska "Brök!" i slutet av 1980-talet. Serien bestod av åtta volymer som gavs ut mellan 1984 och 2003.